# رابرت توماس جونز (مهندس)
رابرت توماس جونز (انگلیسی: Robert Thomas Jones; ۲۸ مهٔ ۱۹۱۰ – ۱۱ اوت ۱۹۹۹) مهندس اهل ایالات متحده آمریکا بود.
وی همچنین برندهٔ جوایزی همچون جایزه دینامیک سیالات شده‌است.